# Richfield (Nebraska)
Richfield – jednostka osadnicza w Stanach Zjednoczonych, w stanie Nebraska, w hrabstwie Sarpy.